# لورين كيت
لورين كيت (بالإنجليزية: Lauren Kate)‏ (21 مارس 1981، دايتون في الولايات المتحدة)؛ كاتِبة مُتخصِّصة في أدب الأطفال وروائية أمريكية. درست في جامعة كاليفورنيا.

## روابط خارجية
- لورين كيت على موقع IMDb (الإنجليزية)
- لورين كيت على موقع قاعدة بيانات الفيلم (الإنجليزية)